# Alyvia Alyn Lind
Alyvia Alyn Lind (Carolina del Norte, 27 de julio de 2007) es una actriz de cine y televisión estadounidense.
Lind hizo su debut cinematográfico en 2013 en la película Dark Skies. Desde 2011, interpretó a Faith Newman en la telenovela televisiva The Young and the Restless. Ha tenido papeles recurrentes en la serie de televisión Revenge como la joven Amanda Clarke, así como en Transparent, en el rol de Grace. Fue invitada en series como NCIS y Masters of Sex. En 2014, apareció en la película Blended y más adelante actuó en la serie Daybreak.

## Carrera
Lind Hizo su debut en el cine en 2013, en la película Dark Skies. Desde 2011 apareció en The Young and the Restless. Ha tenido apariciones recurrentes en la serie televisivaRevenge como una joven Amanda Clarke, así como en Transparent, como Grace. También tuvo un rol en NCIS y Masters of Sex. En 2014, actuó en la película Blended.
En 2016, Lind protagonizó el especial de Amazon Studios An American Girl Story - Maryellen 1955: Extraordinary Christmas, interpretando el papel de Maryellen Larkin.
En 2018, tuvo el papel de Olivia Sullivan en la película Overboard, y también se anunció que había sido elegida para el papel principal de Angelica Green en la serie de comedia y drama Daybreak.

## Vida personal
Tiene dos hermanas mayores, Natalie Alyn Lind y Emily Alyn Lind, quienes también son actrices.
Es la hija menor de la actriz Barbara Alyn Woods y del productor John Lind.

## Filmografía
| Año           | Título                                                    | Papel          | Notas                                |
| ------------- | --------------------------------------------------------- | -------------- | ------------------------------------ |
| 2011-presente | The Young and the Restless                                | Faith Newman   | Papel recurrente                     |
| 2012-2015     | Revenge                                                   | Amanda Clarke  | Papel recurrente; 8 episodios        |
| 2012-2014     | See Dad Run                                               | Charlotte      | Papel recurrente; 5 episodios        |
| 2013          | NCIS                                                      | Emma Daly      | Episodio: "Homesick"                 |
| 2014          | Transparent                                               | Grace          | Papel recurrente; 5 episodios        |
| 2015          | A Deadly Adoption                                         | Sully Benson   | Película para televisión             |
| 2015          | Fire Twister                                              | Hija joven     | Película para televisión             |
| 2015          | Masters of Sex                                            | Jenny Masters  | 4 episodios                          |
| 2015          | Gamer's Guide to Pretty Much Everything                   | Tina           | Episodio: "Puddin' Match"            |
| 2015          | Dolly Parton: Abrigo de muchos colores                    | Dolly Parton   | Película para televisión             |
| 2016          | Teachers                                                  | Annika         | Episodio: "Hot Food"                 |
| 2016          | Dolly Parton - Navidad de muchos colores: Círculo de amor | Dolly Parton   | Película para televisión             |
| 2018          | 9-1-1                                                     | Lily           | Episodio: "Piloto"                   |
| 2018          | Alexa & Katie                                             | Sasha          | Episodio: "Tryouts and Latte Doubts" |
| 2019          | Future Man                                                | Lugnut         | Papel recurrente; 6 episodios        |
| 2019          | Daybreak                                                  | Angelica Green | Papel principal                      |
| 2021          | Chucky                                                    | Lexy Cross     | Papel principal                      |

| Año  | Título                                                           | Papel              | Notas                    |
| ---- | ---------------------------------------------------------------- | ------------------ | ------------------------ |
| 2013 | Dark Skies                                                       | Hija joven         |                          |
| 2014 | Blended                                                          | Lou Friedman       |                          |
| 2014 | Mockingbird                                                      | Megan              |                          |
| 2015 | A Date to Die For                                                | Kali Armstrong     |                          |
| 2015 | Shangri-La Suite                                                 | Lisa Marie Presley |                          |
| 2016 | An American Girl Story - Maryellen 1955: Extraordinary Christmas | Maryellen Larkin   | Película directo a video |
| 2018 | Overboard                                                        | Olivia Sullivan    |                          |
| 2019 | Walk. Ride. Rodeo.                                               | Autumn Snyder      |                          |
| 2021 | Masquerade                                                       | Casey              |                          |